# 大同天国
大同天国，是指1951年至1953年期间在陕西黄陵县等地，由大同天国世界道首领黄德功为首成立的一个秘密结社政权。

## 概述
1951年，一贯道成员黄德功等人开始进行暴动的前期筹备工作，缝制旗幡、网罗力量、筹划武器，更名“大同天国世界道”，定国号为“大同天国”，军号为“大同天国义勇军”，黄德功自称“元帅”，在黄德功一伙的拉拢下，洛川县公安局的管理员、公安队的战士、区署的伙夫、民兵连长、排长等9人参与暴动。1953年2月9日（一说3月26日）夜间，黄德功纠集暴徒手持大刀、剑矛、枪支等武器，图谋攻打黄陵县隆坊区公所（区政府），因该区正在召开干部会议，故未敢动手。2月15日（一说3月28日）晚，黄德功一伙暴徒又与鄜县（今富县）道匪勾结，窜至郏县五区四乡社家村发动暴乱，并杀害花家庄村主任王春怀，并欲将党支部书记耿福保、民兵连长王警孝烧死。当地民兵发觉后，进行追击，夺回被掳人员。暴徒逃窜至黄陵县四区二乡桃树窑湾村，被黄陵县民兵围剿，黄德功被擒获。此后，洛川、郏县、宜川等县重要道首在五县总道主王希温的指示下，加紧动员人力、物力和武器，积极接线，图谋扩大暴乱。不久暴乱再起，旋被迅速平息。是年8月，匪首罗合、黄德功、陈玉林、郭树擅被执行枪决。